# Tihea Topolovec
Tihea Topolovec (23. kolovoza 1998.), hrvatska judašica. 
Članica JK Panda Zagreb.
Na svjetskome kadetskom prvenstvu judašica 2015. godine u Sarajevu osvojila je srebro. Na europskome kadetskom prvenstvu judašica do 18 godina u Sofiji 2015. osvojila je broncu, a na europskom juniorskom prvenstvu u Malagi 2016. osvojila je broncu. Na europskom judo prvenstvu za mlađe seniorke u Tel Avivu 2016. osvojila je broncu.
Na europskom prvenstvu u Varšavi je u djevojčadskoj konkurenciji s Hrvatskom u sastavu Tena Šikić, Tihea Topolovec, Marijana Mišković Hasanbegović , Barbara Matić, Ivana Šutalo osvojile broncu na Europskom seniorskom prvenstvu u judu u Varšavi.